# Sydney Kamlager-Dove

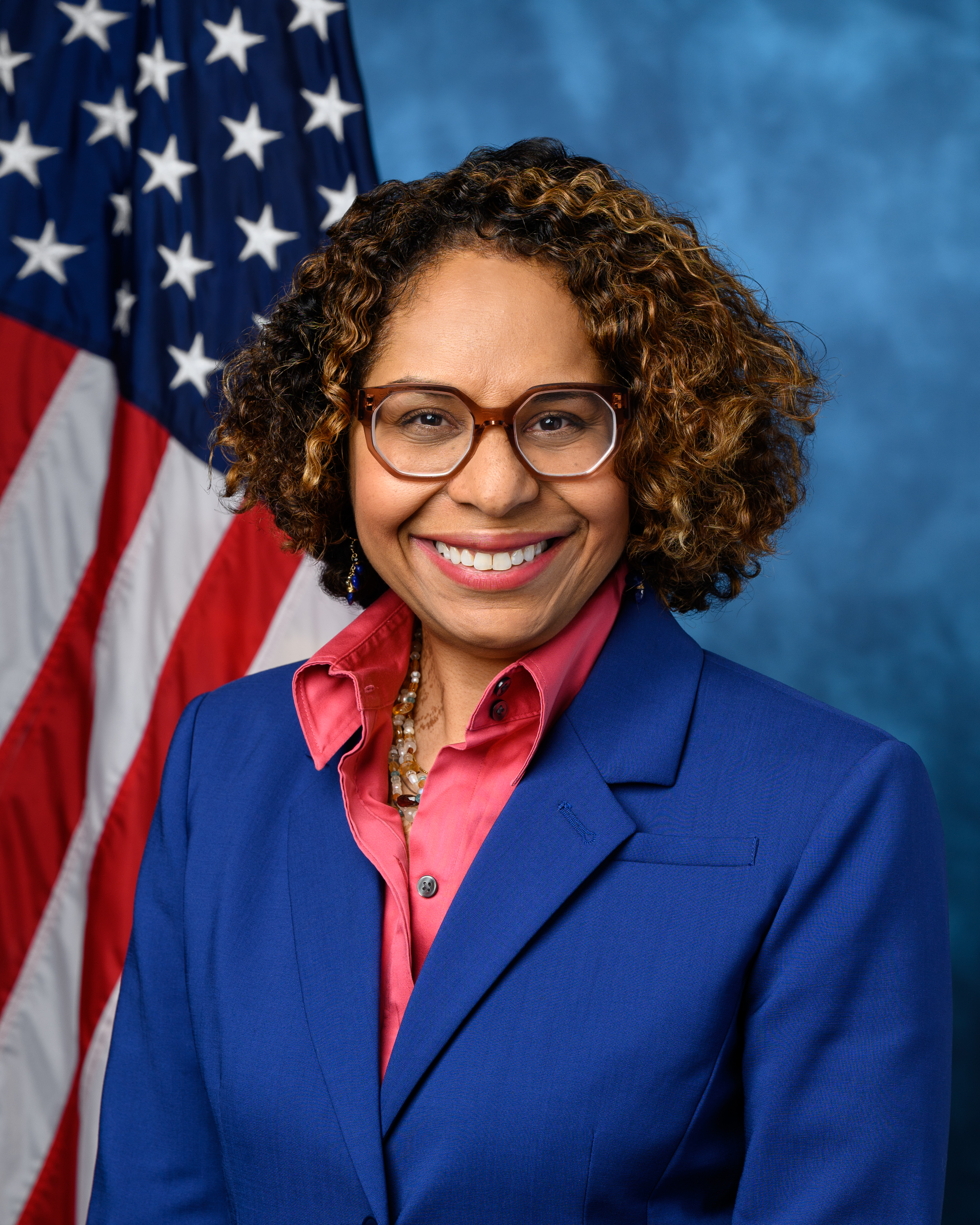
Sydney Kamlager-Dove (2023)

Sydney Kai Kamlager-Dove (* 20. Juli 1972 in Chicago, Cook County, Illinois) ist eine US-amerikanische Politikerin der Demokratischen Partei. Seit Januar 2023 vertritt sie den 37. Distrikt des Bundesstaats Kalifornien im US-Repräsentantenhaus. Von 2018 bis 2021 war sie Mitglied der California State Assembly und von 2021 bis 2022 Mitglied des Senats von Kalifornien.

## Leben
Kamlager-Dove besuchte die Saint Ignatius College Preparatory School und den Compton College und erhielt als Mitglied der Zeta Phi Beta-Sorority 1994 einen Bachelor of Arts in Politikwissenschaften von der University of Southern California und 1996 einen Master of Arts in Public Policy und Arts Management von der Carnegie Mellon University. Nach den Unruhen in Los Angeles 1992 unterstützte sie mehrere Non-Profit-Organisationen wie Rebuild LA, das Los Angeles Festival und das Social and Public Arts Resource Center. Von 2010 bis 2018 assistierte sie Holly Mitchell, die bis 2013 Mitglied des Senats von Kalifornien und darauf Mitglied des Repräsentantenhauses von Kalifornien war. Auch engagierte sie sich in der Lokalpolitik von Los Angeles, z. B. ab 2013 in der Los Angeles County Commission on Children and Families und ab 2015 in der Los Angeles Community College Board.
Kamlager-Dove ist mit Austin Dove verheiratet und hat zwei Stiefkinder.

## Politische Laufbahn
Kamlager-Dove konnte 2018 die Sonderwahl für den 54. Distrikt der California State Assembly nach dem Rücktritt von Sebastian Ridley-Thomas schon in der Vorwahl wegen ihrer Zweidrittelmehrheit von 70 % und die regelmäßigen Wahlen 2018 und 2020 mit mehr als 55 % für sich entscheiden. Da die Vorwahlen in Kalifornien nicht nach Parteien getrennt sind, sondern die beiden Kandidaten mit den meisten Stimmen in der Hauptwahl antreten, waren Kamlager-Doves Gegenkandidaten in den regelmäßigen Wahlen Parteifreunde. 2021 setzte sie sich mit 68,7 % der Stimmen in der Sonderwahl für den 30. Distrikt des Senats von Kalifornien durch.
Kamlager-Dove trat 2022 aus dem Senat zurück, um für den Posten der Vertreterin des 37. Distrikts von Kalifornien im Repräsentantenhaus der Vereinigten Staaten zu kandidieren. Karen Bass, die bisher dieses Amt ausübte, wurde stattdessen Bürgermeisterin von Los Angeles. Nachdem sie mit 43,7 % der Stimmen in der allgemeinen Vorwahl den ersten Platz besetzt hatte, gewann sie mit 62,1 % der Stimmen gegen ihre demokratische Gegenkandidatin Jan Perry. Sie wurde am 7. Januar 2023 als Mitglied des Repräsentantenhauses des 118. Kongresses vereidigt. Sie wurde 2024 mit 78,3 % wiedergewählt. Im 119. Kongress wurde sie zur Whip des Congressional Black Caucus gewählt.